# هاو هوانغ
هاو هوانغ (بالإنجليزية: Hao Huang)‏ هو معلم موسيقى وعازف بيانو أمريكي، ولد في 12 فبراير 1957.